# Nothopleurus komiyai
Nothopleurus komiyai là một loài bọ cánh cứng trong họ Cerambycidae.